# Natale in Islanda

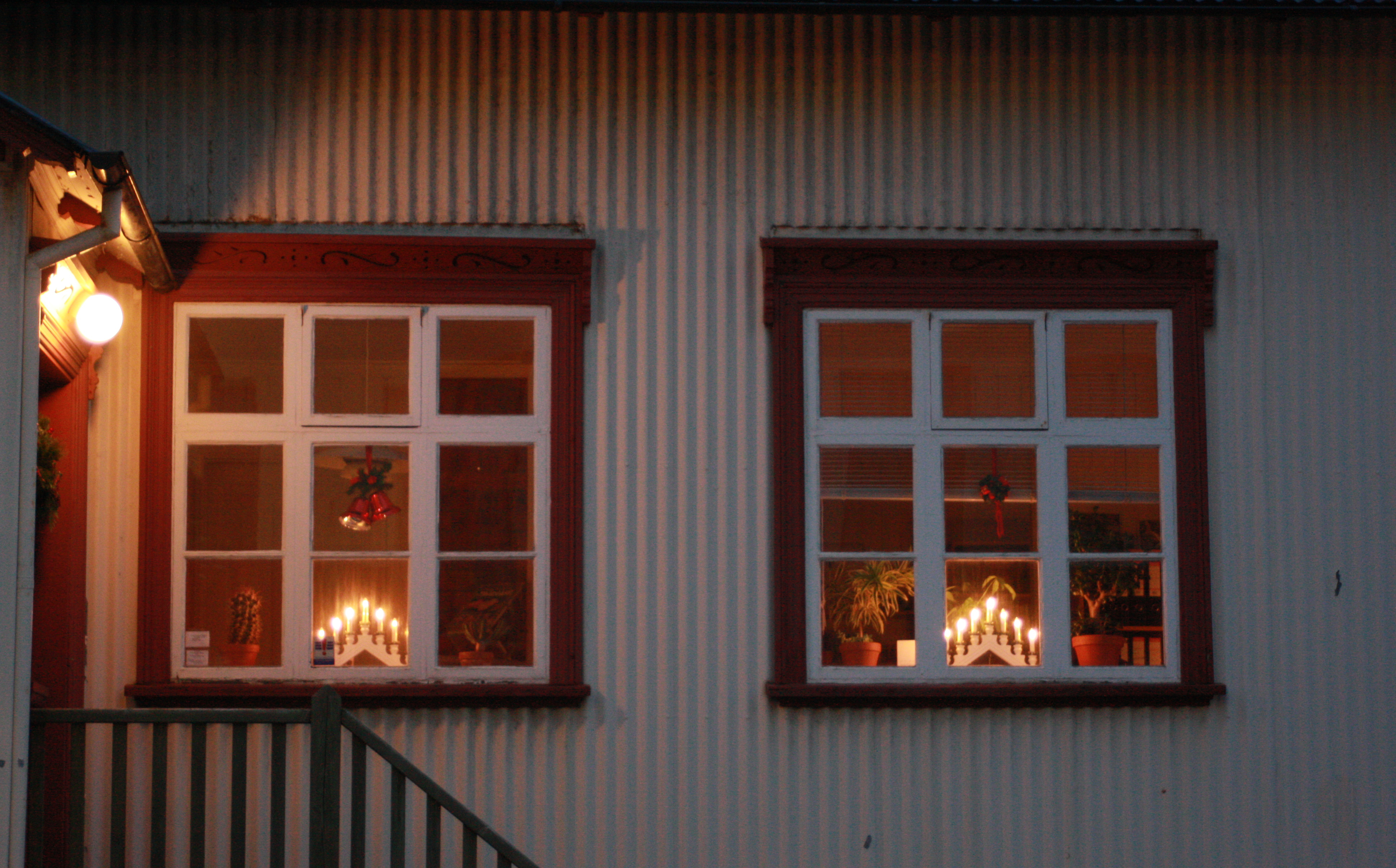
Casa islandese con decorazioni natalizie

Questa voce illustra le principali tradizioni natalizie dell'Islanda, oltre agli aspetti storici e socio-economici della festa in questo Paese.

## Il termine per "Natale" in islandese
Il termini per "Natale" in lingua islandese è jól.
Questo termine si ritrova anche in lingua norrena e richiama alle antiche celebrazioni pagane del solstizio d'inverno.
L'etimologia di questo termine è incerta. È stato, tra l'altro, collegato a termini nelle varie lingue germaniche ricondicibili a una forma germanica ricostruita *jew-la-ja, che potrebbe significare "periodo di tempo in cui si mette in moto il sole".
La formula d'augurio è Gleðileg jól!

## Storia
Con l'avvento del Cristianesimo, le antiche celebrazioni del solstizio d'inverno si fusero con le celebrazioni del Natale cristiano.
Nel corso del XVI secolo, come accadde in Inghilterra e negli Stati Uniti d'America, anche in Islanda le tradizioni natalizie furono colpite dal proibizionismo da parte dei Puritani.
Nei secoli successivi, l'Avvento era un periodo di duro lavoro, in cui gli abitanti dell'isola erano dediti perlopiù alla produzione di articoli in lana (che venivano poi barattati con articoli natalizi), e la settimana che precedeva il Natale era nota in Islanda come "settimana degli stecchini", in quanto i datori di lavoro solevano tener svegli i dipendenti con degli stecchini.

## Tradizioni religiose
La mattina del 24 dicembre, giorno della Vigilia di Natale (in islandese: Aðfangadagur), è tradizione fare visite alle tombe dei propri cari defunti.
In Islanda, è inoltre tradizione che le campane delle chiese risuonino alle ore 18 del 24 dicembre.

## Tradizioni popolari

### Decorazioni

#### La tradizione dell'albero di Natale in Islanda

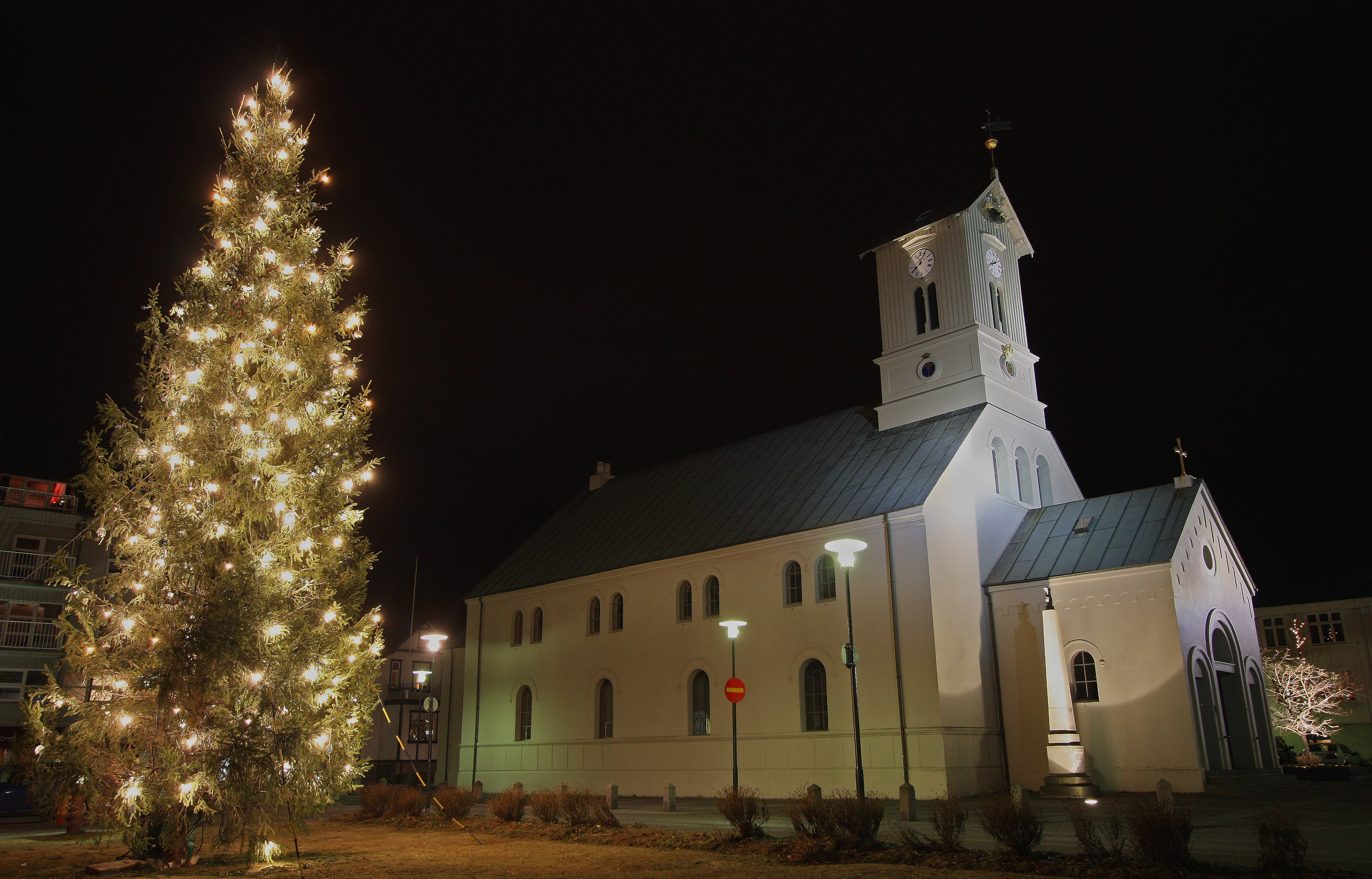
Reykjavík: l'albero di Natale donato dalla città di Oslo

La tradizione dell'albero di Natale in Islanda è testimoniata sin dal 1863. Data l'assenza in natura di piante sempreverdi in questo Paese, in origine venivano usate al posto dell'abete piante di sorbo selvatico.
Si calcola che circa l'85% degli islandesi osservi la tradizione dell'albero di Natale. 
Inoltre, ogni anno a Reykjavík, dal 1951 al 2013 veniva acceso un grande albero di Natale donato dalla città di Oslo. Questa tradizione venne interrotta a causa degli alti costi del trasporto; tuttavia, il grande albero accesso annualmente nella capitale islandese ha mantenuto la denominazione di "albero di Natale di Oslo" in ricordo della tradizione e dell'amicizia tra i due Paesi.
Anche la città tedesca di Amburgo dona ogni anno alla capitale islandese un albero di Natale, in segno di riconoscenza dopo che un pescatore islandese nell'inverno 1946-1947 aveva sfamato gli abitanti della metropoli anseatica, colpita da una grave carestia. Questo albero viene acceso ogni prima domenica di Avvento.

#### La tradizione della corona d'Avvento in Islanda
La tradizione della corona d'Avvento è attestata in Islanda a partire dagli anni trenta del XX secolo, ma divenne popolare solamente a partire dagli anni sessanta-settanta.

### Personaggi del folclore

#### Grýla, Leppalúði, gli Jólasveinar e il Gatto di Natale
Secondo la tradizione,una creatura di sesso femminile sempre affamata di bambini di nome Grýla, che abita assieme al marito Leppalúði a Bláfjöll ("Montagna Blu"), nei pressi di Reykjavík, fa la sua comparsa durante il periodo natalizio, quando si reca alla ricerca di bambini cattivi per rapirli.
Figli di Grýla e di Leppalúði sono gli Jólasveinar (i "ragazzi di Natale"), tredici elfi (i cui nomi sono: Stekkjarstaur, Giljagaur, Stúfur, Þvörusleikir, Pottaskefill, Askasleikir, Hurðaskellir, Skyrgámur, Bjúgnakrækir, Gluggagægir, Gáttaþefur, Ketkrókur e Kertasníkir), che ogni notte a partire dal 12 dicembre, vigilia di Santa Lucia, scendono ad uno ad uno dalla montagna per rubare del cibo o per fare scherzi ai bambini prima di fare ritorno a casa, sempre uno ad uno, durante i tredici giorni che intercorrono tra Natatle e l'Epifania.
Grýla e Leppalúði possiedono inoltre un animale domestico terrificante, il Gatto di Natale (Jólaköttur), che secondo la tradizione rapisce e/o divora i bambini e gli adulti che la notte di Natale non indossano o non hanno ricevuto un abito nuovo. Pare che questa leggenda fosse utilizzata per spronare le persone a darsi da fare nella lavorazione della lana e dei filati.
Col tempo, queste figure sono diventate più bonarie e sono state assimilate a Babbo Natale, anche in virtù di un decreto promulgato nel 1746 dal governo islandese, che vietava l'usanza di raccontare ai bambini storie di elfi spaventosi. Gli Jólasveinar sono così diventati dei portatori di doni, tanto che i bambini lasciano fuori una scarpa con la speranza di trovarla riempita: soltanto i bambini buoni riceveranno però un dolcetto o un altro regalo, mentre i bambini cattivi riceveranno una patata rinsecchita.

### Altre tradizioni

#### Jólabókaflóð
In Islanda è diffusa la tradizione dello Jólabókaflóð (letteralmente "alluvione di libri natalizi"), che consiste nel regalare un libro a Natale.
Questa tradizione ebbe inizio durante la seconda guerra mondiale, quando la carta era tra i beni che non erano colpiti dal divieto di importazione.
Le case editrici islandesi hanno poi contribuito ad alimentare questa tradizione, inviando ogni anno entro novembre a tutte le famiglie del Paese il Bókatíðindi, ovvero il catalogo dei libri in uscita nel mese di dicembre.

#### La tradizione delle cartoline natalizie in Islanda
Si calcola che oltre il 50% degli islandesi spedisca ogni anno una cartolina natalizia elettronica.

## Gastronomia

### Laufabrauð

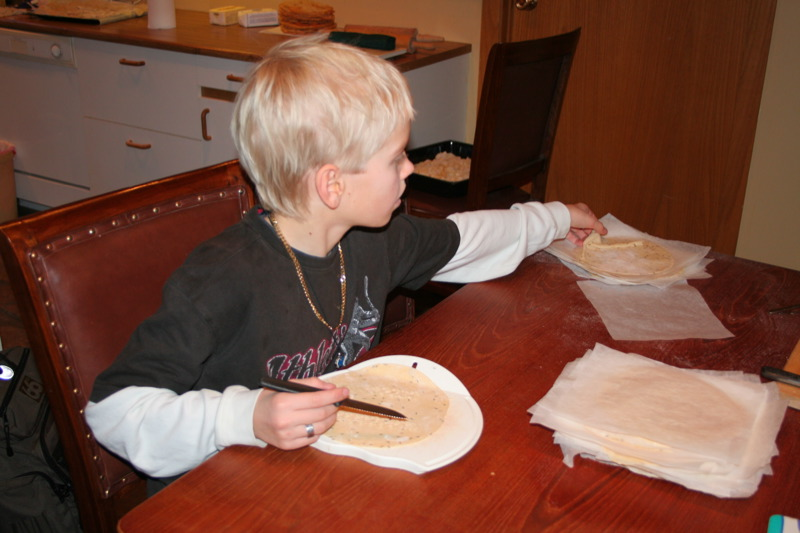
Un bambino islandese intento a decorare il laufabrauð

Tra i piatti immancabili nella tradizione culinaria natalizia dell'Islanda, vi è il laufabrauð, uno strato di pane piatto dalla forma circolare-rettangolare, che viene fritto nell'olio e poi decorato. Tradizionalmente, viene preparato la prima domenica di dicembre e conservato per essere poi consumato la Vigilia di Natale: per tagliarlo, si usa un particolare coltello, chiamato laufabrauðsjárn; può essere servito per accompagnare l'agnello affumicato, patate e besciamella.
Il laufabrauð è conosciuto almeno sin dal XVIII secolo, quando era un dolce festivo delle classi più agiate, e fu associato al Natale nel secolo successivo. La sua forma sottile è forse dovuta al costo, un tempo proibitivo, della farina.

### Kæst skata
Il 23 dicembre, antivigilia di Natale e giorno dedicato a san Þórlákur, vescovo di Skálholt, è tradizione consumare il kæst skata, ovvero la razza fermentata.
Nel 2013, questa usanza venne seguita, secondo un sondaggio, da 100000 islandesi.